# Biennale des arts décoratifs
La Biennale des arts décoratifs de Monza, (titre officiel en italien, Mostra internazionale di arte decorative)  est une manifestation internationale consacrée aux arts décoratifs, créée en 1923, à Monza, en Lombardie.
Organisée à la Villa Reale de Monza, elle accueille dès sa première édition, en 1923, de nombreuses régions italiennes  ainsi que  treize États étrangers : Pologne, Roumanie, Russie, Belgique, Hongrie, France, Autriche, Tchécoslovaquie, Suède, Pays-Bas, Allemagne, Angleterre, Norvège.
De fréquence bisannuelle, la manifestation devient trisannuelle lors de la quatrième et dernière édition de Monza, en 1930. À partir de la Ve Triennale, toutes les manifestations successives se dérouleront à Milan au palazzo dell'Arte construit pour l'occasion.

## Historique
La Biennale des arts décoratifs prend  ses racines dans les tentatives de revendications de l'Umanitaria pour un accès de la classe ouvrière au patrimoine culturel existant. Lors de l'Exposition universelle de Milan en 1906, elle organise un concours d'ameublement de la maison ouvrière afin d'expliquer l'exigence d'une nouvelle simplicité dans le domaine du meuble italien, et de voir dans la production industrielle, l'instrument capable de répondre aux besoins de faibles budgets. De même, durant l'automne 1919, lors de la Prima esposizione regionale lombarda di arte decorativa (Première exposition régionale lombarde des arts décoratifs), organisée dans ses locaux milanais, la Società Umanitaria a pour principal objectif de mettre en étroite relation les principaux acteurs du secteur de l'ameublement (artistes, artisans et industriels).
Outre la disponibilité de la Villa Reale et de son parc, devenue propriété d'État  selon le décret de loi royal n. 1792, du 3 octobre 1919, le choix du siège à Monza est préféré, à la suite des résultats du recensement industriel de 1911, qui démontraient une tendance à la croissance et à la concentration d'ateliers liés à l'industrie du meuble dans la province de la Brianza.
Sa gestion est confiée au Consorzio Milano-Monza-Umanitaria (CAMMU), consortium regroupant les communes de Milan et Monza auxquelles se joint la Società Umanitaria en raison de son expérience et de sa compétence dans le domaine de l’enseignement artistique et industriel. Au CAMMU est également confié le fonctionnement de la toute nouvelle école des arts décoratifs, créée en 1922, et  nommée l'Istituto Superiore per le Industrie Artistiche (it) (ISIA) : accueillie dans l'aile sud de la Villa Reale, son rôle est décisif dans l'organisation des biennales.
Son directeur général est Guido Marangoni. À partir de mai 1928, il remplacé par le sénateur Giuseppe Bevione, nommé commissaire extraordinaire de la CAMMU par un décret préfectoral, dont la première décision est de reporter la IVe édition de 1929 à 1930. En raison, entre autres, du peu de visiteurs lors de IIIe édition, du manque de flexibilité des espaces intérieurs de la villa et des rares moyens de transports publics entre Milan et Monza, l'État italien, en 1929, décide de transférer le siège de Monza à Milan dans un édifice restant à construire, en reconnaissant définitivement à la manifestation, une cadence triennale.

## Contexte
La Biennale de Monza naît dans une période où la production industrielle en Italie, entre 1922 et 1929, enregistre une augmentation de 50 %.

## Les biennales et la triennale de Monza
- 1923 (19 mai, 31 octobre) - Ire Biennale de Monza, Première exposition internationale des arts décoratifs : parmi les artistes participants sont Gio Ponti, Marcello Nizzoli (it), Fortunato Depero.

- 1925 (19 mai, 20 octobre) - IIe Biennale de Monza, Deuxième exposition internationale des arts décoratifs : parmi les participants est Giovanni  Guerrini.

- 1927 (31 mai, 16 octobre) - IIIe Biennale de Monza, le Novecento et le néoclassicisme dans la décoration et l'ameublement : parmi les participants sont Felice Casorati et Alberto Sartoris.

- 1930 (11 mai, 2 novembre) – IVe Triennale de Monza, Exposition Triennale Internationale des Arts Décoratifs et industriels modernes : parmi les participants sont le peintre Mario Sironi, architectes  Figini et Pollini (it).